# Донлеви, Брайан
Уолдо Брайан Донлеви (англ. Waldo Brian Donlevy; 9 февраля 1901 — 6 апреля 1972) — американский характерный актёр ирландского происхождения, более всего известный по ролям в фильмах 1930-50-х годов. В общей сложности в период с 1924 по 1969 год Донлеви сыграл в 88 фильмах, а также в многочисленных телесериалах, включая исполнение главной роли в собственном телесериале «Опасное задание» (1952).
Начав актёрскую карьеру в 1920-е годы на Бродвее, в 1935 году Донлеви перебрался в Голливуд, где прорыв для него наступил после выхода фильма «Варварское побережье» (1935). За роль жестокого сержанта Маркоффа в приключенческой военной драме «Красавчик Жест» (1939) он был номинирован на Оскар как лучший актёр второго плана. В 1940-46 годах Донлеви был особенно тесно связан со студией «Парамаунт», выдав первоклассную игру в таких фильмах, как «Великий Макгинти» (1940), «Остров Уэйк» (1942), «Стеклянный ключ» (1942) и «Вирджинец» (1946). Он также сыграл значимые роль второго плана в вестерне «Дестри снова в седле» (1939) и главную роль в эпической драме «Американский роман» (1944). В некрологе в британской газете «Таймс» было отмечено, что «никакое рассмотрение американского фильма нуар 1940-х годов без него не будет полным». Свои наиболее значимые нуаровые роли Донлеви сыграл в фильмах «Стеклянный ключ» (1942), «Поцелуй смерти» (1947), «Удар» (1949), «Вымогательство» (1950) и «Большой ансамбль» (1955).
С начала 1950-х годов Донлеви стал активно работать на телевидении, где его самой крупной работой стала главная роль специального агента Стива Митчелла в 40 сериях телесериала «Опасное задание».

## Ранние годы жизни и служба в армии
Донлеви родился в Портадауне, Северная Ирландия, Великобритания (согласно некоторым источникам, он родился в штате Огайо или в Кливленде, штат Огайо) 9 февраля 1901 года в семье производителя виски. Когда ему было 10 месяцев, семья переехала в США и поселилась в Шебойгане, Висконсин, где его отец, сменив несколько профессий, в конце концов занялся шерстяным бизнесом. Через восемь лет семья Донлеви переместилась из Висконсина в Кливленд, штат Огайо.
В 1916 году в возрасте 14 лет Донлеви сбежал из дома, надеясь вступить в армию генерала Першинга, которая направлялась к мексиканской границе для уничтожения мексиканского революционера Панчо Вильи и его армии. Приписав себе несколько лет, он был принят на службу и направлен в составе экспедиционного корпуса в Мексику. Девять месяцев спустя Донлеви вернулся домой, после чего родители записали его в Северо-западное военное училище Святого Иоанна в Делафилде, штат Висконсин, но Донлеви снова сбежал, предположительно, чтобы отправиться на Первую мировую войну. Получив, наконец, среднее образование в Кливленде, Донлеви затем отучился два года в Военно-морской академии США в Аннаполисе, где заинтересовался любительским театром. Он также полюбил сочинять стихи, и это любимое занятие осталось с ним на всю жизнь. В конце концов, после двух лет учёбы ушёл из Академии и переехал в Нью-Йорк, «надеясь найти славу и богатство на сцене», но первое время едва сводил концы с концами, пытаясь продавать свои стихи и другие произведения, а также позировал для журнальной рекламы.

## Актёрская карьера на Бродвее и начало работы в кино: 1924—1935 годы
В начале 1920-х годов Донлеви поселился в Нью-Йорке, где пребывал в постоянном поиске актёрской работы и пытался продавать свои стихи и рассказы. В этот период он зарабатывал на жизнь самыми разными способами, в том числе, позировал иллюстратору Джозефу Лейендекеру при создании знаменитой серии рекламных плакатов «Эрроу Коллар», и сыграл несколько эпизодических и небольших ролей в немых фильмах, которые снимались в Нью-Йорке — «Джеймстаун» (1923), «Разрушенные сердца» (1924) и «Мсье Бокер» (1924) .
После нескольких небольших театральных ролей, Донлеви наконец смог проявить себя, получив роль второго плана в бродвейском хите «Какова цена славы?», который шёл в 1924-25 годах. Всего в период с 1924 по 1934 год Донлеви сыграл в 16 бродвейских постановках, наиболее заметными среди которых стали «Ложись!» (1927-28), «Трое за одного» (1933), «Треугольная луна» (1933), «Млечный путь» (1934) и «Жизнь начинается в 8:40» (1934-35).
В этот период продолжал иногда сниматься в кино на небольших студиях. Свою первую заметную роль в кино Донлеви сыграл в немом фильме, криминальной мелодраме «Знатный человек» (1926), а его первым звуковым фильмом был «Джентльмены прессы» (1929) с Уолтером Хьюстоном и Кэй Фрэнсис, в котором он сыграл эпизодическую роль репортёра (без указания в титрах). Затем его можно было увидеть в небольшой роли шофёра в комедийном мюзикле «Современная золушка» (1932) с Рут Эттинг.
В 1934 году, после успеха в бродвейской пьесе «Млечный путь» Донлеви пригласили в Голливуд, чтобы повторить свою роль в киноверсии этого спектакля, но уже когда он прибыл в Голливуд, выяснилось, что постановка фильма отложена на неопределённое время. В конце концов, фильм сделали в 1936 году с Уильямом Гарганом в роли, которую должен был играть Донлеви.

## Карьера в Голливуде: 1935—1969 годы

### Работы в кино: 1935—1939 годы
В 1935 году после 5-6-летнего перерыва в киносъёмках, во время которого он активно работал на Бродвее, Донлеви решил полностью и окончательно перебраться в Голливуд. В 1935 году он сыграл в фильмах «Мэри Бёрнс, беглянка» (1935) и «Другое лицо» (1935). Однако, не добившись особого успеха и не имея каких-либо ясных перспектив, Донлеви был уже готов вернуться на Манхэттан, но в последний момент его перехватил продюсер Сэм Голдвин, взяв на роль второго плана в фильме «Варварский берег» (1935) с Мириам Хопкинс и Эдвардом Г. Робинсоном. В этой экшн-мелодраме, действие которой происходит в Сан-Франциско 1850-х годов, Донлеви сыграл запоминающуюся роль «телохранителя в чёрной рубахе», который служит на безжалостного владельца казино (которого сыграл Робинсон). Фильм стал хитом, а для Донлеви стал прорывом, открыв дорогу к новым ролям.
В 1936 году Донлеви заключил контракт со студией «Двадцатый век Фокс», «играя на протяжении нескольких последующих лет роли как главных героев в картинах категории В, так и злодеев в фильмах категории А». В увлекательной комедии «Высокое напряжение» (1936) Донлеви исполнил роль глубоководного ныряльщика, который влюбляется в писательницу, а в детективной комедии «Полуангел» (1936) с участием Фрэнсис Ди он сыграл репортёра, пытающегося провести расследование, чтобы доказать невиновность главной героини . В музыкальной криминальной комедии «Ничего себе» (1936) он сыграл крутого парня, противостоящего главному герою, незадачливому сотруднику парка развлечений в исполнении Эдди Кантора. В криминальной комедии «Человеческий груз» (1936) Донлеви и Клер Тревор сыграли пару журналистов-конкурентов, расследующих деятельность преступной организации, занимающейся ввозом нелегальных эмигрантов в Северную Америку. Криминальная мелодрама «36 часов на убийство» (1936) рассказывала об охоте на мафиозного босса, которую ведут в поезде правительственный агент (Донлеви) и привлекательная журналистка (Глория Стюарт), по ходу истории влюбляясь друг в друга.
В криминальной драме «Полночное такси» (1937) Донлеви вновь сыграл роль правительственного агента, который внедряется в банду фальшивомонетчиков. Историческая драма «В старом Чикаго» (1937) рассказывала вымышленную историю семьи, оказавшейся в центре событий накануне и во время Великого чикагского пожара 1871 года. В этой картине Донливи предстал в образе преступного бизнесмена, который вступает в борьбу за пост мэра города. В криминальной комедии «Бродвейская битва» (1938) Донлеви играет одного из двух сотрудников сталелитейной компании, которым их босс поручает разорвать отношения своего сына с бродвейской актрисой, что приводит к серии забавных приключений и романов. «Это не искусство, но это весело», резюмировал критик Хэл Эриксон. Приключенческий фильм «Меткие стрелки» (1938) рассказывал о двух отважных операторах кинохроники, одного из которых играет Донлеви, которые спасают от покушения принца одной из европейских стран и тем самым предотвращают государственный переворот.
Во второй половине 1930-х годов Донлеви много играл, но, как правило, в довольно крепких, но стандартных фильмах. Наконец, в 1939 году Донлеви снялся сразу в четырёх картинах, имевших оглушительный успех — «Джесси Джеймс. Герой вне времени», «Юнион пасифик», «Дестри снова в седле» и «Красавчик Жест». В чрезвычайно успешном биографическом вестерне «Джесси Джеймс. Герой вне времени» (1939) с Тайроном Пауэром в главной роли Донлеви исполнил роль второго плана, также как и в ещё одном значимом вестерне — эпической драме Сесиля де Милля «Юнион пасифик» (1939), которая была удостоена Золотой пальмовой ветви Каннского кинофестиваля. Он также сыграл роль беспринципного владельца салуна в ещё одном чрезвычайно успешном вестерне с элементами экшна, романтики и саспенса — «Дестри снова в седле» (1939), в главных ролях в котором снялись Марлен Дитрих и Джеймс Стюарт. Наконец, самой значимой работой Донлеви в 1939 году стала роль безжалостного, жестокого и отважного сержанта Маркоффа в приключенческом экшне студии «Парамаунт» «Красавчик Жест» (1939), римейке популярного немого фильма 1926 года, действие которого происходит в рядах Французского Иностранного легиона. По словам участников съёмки, «Донлеви умышленно вёл себя ужасно как за камерой, так и перед ней с тем, чтобы коллеги начали искренне ненавидеть его героя». В этом фильме Донлеви «доминировал в каждой своей сцене», что принесло ему номинацию на Оскар за лучшую роль второго плана.

### Работы в кино: 1940—1949 годы

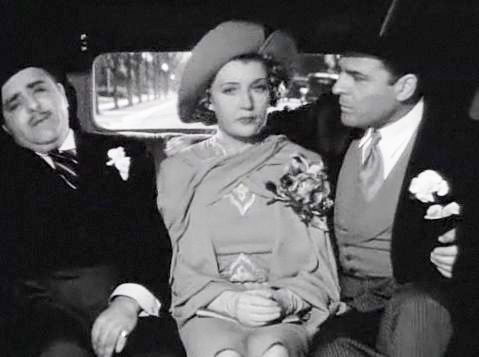
Брайан Донлеви в фильме «Великий Макгинти» (1940)

Подписав договор с «Парамаунт студиоз»,  Донлеви сыграл одну из своих самых памятных ролей — роль Макгинти в политической сатирической комедии Престона Стёрджеса «Великий Макгинти» (1940). Фильм рассказывал о бедном нагловатом бездомном, который с помощью политических кукловодов и при поддержке толпы становится губернатором штата. Однако когда он начинает поднимать острые социальные проблемы, это приводит к его политическому краху. Способность Донлеви создать образ жёсткого персонажа, у которого есть своя мягкая сторона, стала его отличительной актёрской чертой. В 1944 году Донлеви повторил роль главного героя этого фильма в военной комедии «Чудо в Морганс-крик» (1944). В биографическом вестерне «Когда верхом были Дэлтоны» (1940) c Рэндольфом Скоттом и Кэй Фрэнсис Донлеви исполнил роль члена многочисленной семьи Дэлтонов и добропорядочного фермера, который становится лидером преступной банды.
Свою первую роль в жанре нуар Донлеви сыграл в картине Стюарта Хейслера «Стеклянный ключ» (1942). Его персонаж — крутой, но странным образом обаятельный подпольный политический делец Пол Мэдвиг — решает поддержать прогрессивного кандидата в губернаторы после того, как влюбляется в его дочь. «В роли грубоватого Мэдвига Донлеви предложил занимательный портрет сложного персонажа, которого отличали энергичная манера поведения, верность друзьям и сентиментальность, которую он успешно скрывает под маской внешней суровости. Эти его качества наилучшим образом проявились в последней сцене, в которой Мэдвиг даёт благословение своей возлюбленной (Вероника Лейк) и своему главному помощнику (Алан Лэдд), когда осознаёт, что они полюбили друг друга». Игра Донлеви в этой картине не потерялась даже на фоне звёздного дуэта Лэдда и Лейк, и он удостоился похвалы от журнала «Variety» написавшего, что актёр «сделал в своей роли максимум возможного» .
Любимой ролью самого Донлеви была роль доброго и эксцентричного, порочного и одновременно благородного мошенника и грабителя, который становится объектом преследования со стороны полиции и нацистских шпионов в криминальном триллере «Кошмар» (1942) студии «Юнивёрсал». Фэнтези-комедия Стюарта Хейслера «Невероятный Эндрю» (1942) рассказывает о бухгалтере небольшого городка (Уильям Холден), который оказывается в тюрьме после того, как обнаруживает факты растраты городской казны. Там его посещают духи великих президентов США, и среди них, дух его любимого президента Эндрю Джексона (Донлеви), который помогает ему выйти из тюрьмы и вывести злоумышленников на чистую воду. Одной из наиболее значимых работ Донлеви стала военная драма Джона Фэрроу «Остров Уэйк» (1942), посвященная обороне американским гарнизоном острова Уэйк от японских войск во время Второй мировой войны. Донлеви сыграл в фильме главную роль военного коменданта острова, который организует его самоотверженную оборону. Фильм был номинирован на четыре Оскара, включая за лучший фильм, лучший сценарий и лучшую режиссёрскую работу, а работа самого Донлеви удостоилась высокой оценки критики. В том же году Донлеви исполнил роль прошедшего богатую армейскую школу командира военного корабля в военно-морской экшн-драме «Готовься к бою» (1942). В 1943 году Донлеви снялся в военной драме Фритца Ланга «Палачи тоже умирают!» (1943), сыграв роль чешского врача и активного борца с нацистами, который совершает покушение на протектора Богемии и Моравии Рейнхарда Гейдриха. В 1944 году в эпической драме Кинга Видора «Американский роман» (1944) Донлеви сыграл роль рабочего-эмигранта, который вырастает до крупного промышленника. В том же году студия «Парамаунт» отстранила Донлеви на несколько месяцев от работы за отказ сыграть с Бетти Хаттон в мюзикле «Зажигательная блондинка» (1945).

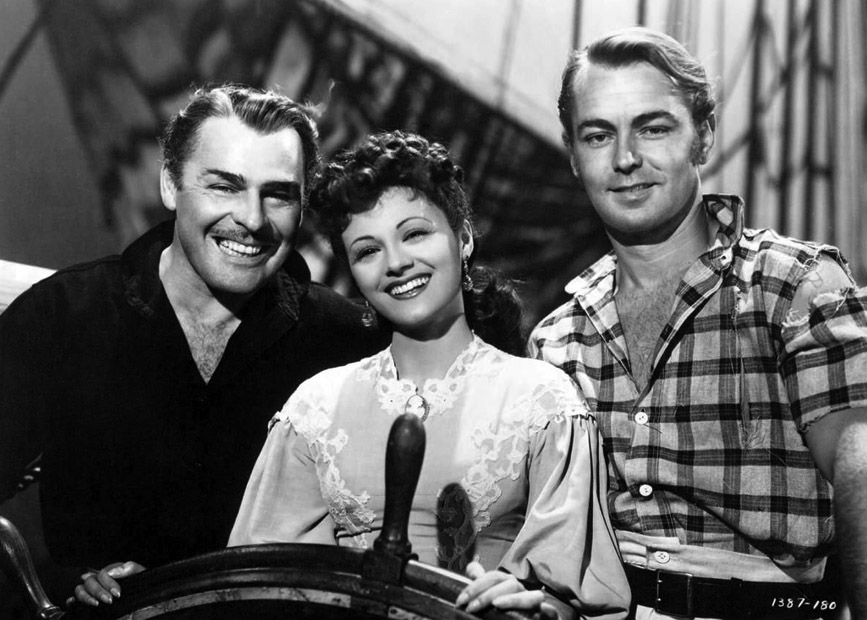
Брайан Донлеви, Эстер Фернандес и Алан Лэдд в фильме «Два года на палубе» (1946)

В историческом приключенческом фильме «Два года на палубе» (1946) Донлеви сыграл члена команды корабля, совершающего в 1834-36 годах путешествие из Бостона в Калифорнию вокруг мыса Горн. В вестерне «Вирджинец» (1946) он исполнил роль бесчестного похитителя скота в Вайоминге, которому противостоит благородный герой по имени Вирджинец (Джоэл Маккри). В другом вестерне «Проход каньона» (1946) с Дэной Эндрюсом и Сьюзан Хэйворд он сыграл друга главного героя, который в поисках быстрой наживы погрязает в воровстве и долгах, и в итоге приходит к трагическому финалу.
В 1947 году Донлеви удалось сыграть несколько хорошо принятых ролей, среди них биографическая история боксёра «Убийца Маккой» (1947), в котором он сыграл роль беспринципного спортивного менеджера со страстью к азартным играм, а также приятная фантазия-вестерн «Только небеса знают» с Робертом Каммингсом, где Донлеви предстал в образе заматеревшего азартного игрока, к которому является ангел, помогающий ему исправить некоторые аспекты своей жизни и искупить свои ошибки перед небесами. В основанной на документальном материале драме «Начало или конец» он сыграл генерала Гроувза, которому поручено возглавить американский ядерный проект в 1945 году . Фильм Генри Хэтэуэя «Поцелуй смерти» (1947) стал вторым заметным нуаром в карьере Донлеви. В этом фильме он сыграл интересную роль окружного прокурора, который с помощью шантажа заставляет ставшего на путь исправления бывшего заключённого (Виктор Мэтьюр) работать на правоохранительные органы и собрать улики на опасного гангстера. Фильм был с восторгом принят средствами массовой информации. В частности, в «Motion Picture Herald» его назвали «одним из лучших фильмов своего типа», и, несмотря на более яркие роли Мэтьюра и Уидмарка, Донлеви получил похвалы критиков, включая обозревателя «Variety», который написал, что «Брайан Донлеви и Колин Грэй оправдывают своё упоминание среди звёзд фильма» .
В 1947 году после громкого скандала со своей тогдашней женой и последовавшего развода появление Донлеви на экране значительно сократились, на протяжении нескольких лет он появлялся в среднем лишь в двух фильмах в год. В 1948 году в лёгкой шпионской комедии времён Гражданской войны «Южный янки» (1948) Донлеви сыграл соперника главного героя как в шпионских, так и в романтических делах. Он также исполнил роль бригадного генерала в военной драме «Командное решение» (1948) с Кларком Гейблом в главной роли.

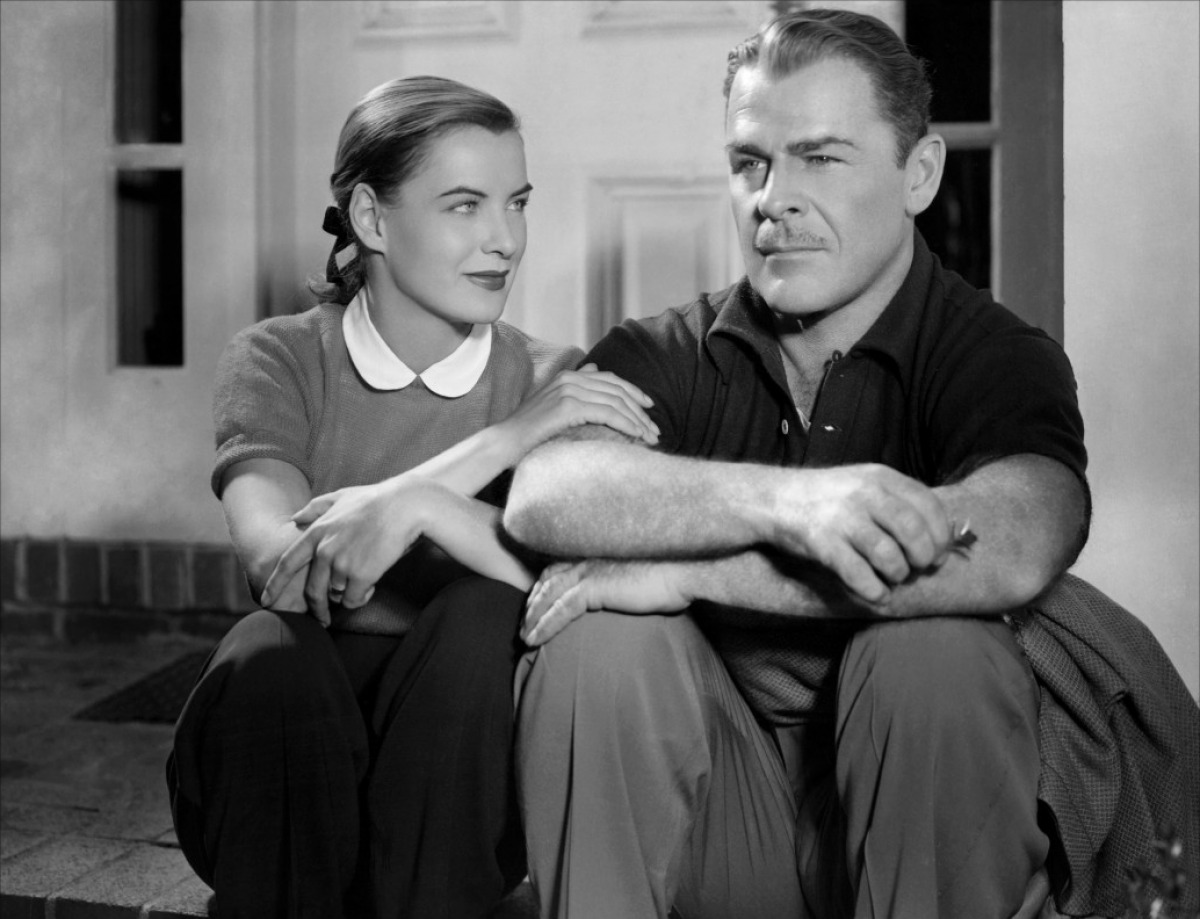
Элла Рейнс и Брайан Донлеви в фильме нуар «Удар» (1949)

В 1949 году Донлеви сыграл свою третью заметную роль в фильмах нуар, на этот раз в картине «Удар» (1949), представ в образе руководителя крупной компании, которому чудом удаётся избежать убийства, организованного женой и её любовником. Решив инкогнито начать жизнь с нуля, он знакомится с прекрасной девушкой (Элла Рейнс) и с её помощью полностью восстанавливает своё положение и доброе имя. В фильме нуар «Вымогательство» (1950) Донлеви исполнил роль мафиозного босса из Сан-Франциско, который попадает в сети, расставленные ловким фотографом (Говард Дафф), которого он сам привлёк для борьбы со своими конкурентами. Проникнув во внутренний гангстерский круг, фотограф получает секретную информацию, которая позволяет ему провести фотосъёмку ограбления, осуществляемого другим гангстером. Узнав об этом, гангстер уничтожает обоих. Два последних нуара Донлеви получили противоречивые отзывы от критиков. Хотя Грейс Кингсли в «Лос-Анджелес таймс» написала, что «Удар» «эмоционально захватывает» и высоко оценила «первоклассный актёрский состав» фильма, Дарр Смит из «Los Angeles Daily News» заключил, что режиссёр Артур Любин «кажется, смотрел в не в ту сторону, когда актёры были на площадке». Смит также невысоко оценил и «Вымогательство», заявив, что «где-то там затерялась хорошая идея», однако Маргарет Хартфорд из «Hollywood Citizen-News» дала высокую оценку «убедительной игре» Донлеви в этом фильме, а критик «Los Angeles Evening Herald Examiner» окрестил фильм «хорошим материалом, полным острых ощущений» .

### Работы в кино: 1950—1969 годы
В 1950-е годы Донлеви дважды исполнил роль исторического персонажа, Уильяма Куонтрилла, известного своей жестокостью командира рейдерского отряда южан во время Гражданской войны: в фильмах «Рейдеры из Канзаса» (1950) и «Женщина, которую почти линчевали» (1953). В вестерне «Выбить из седла» (1953) с Родом Камероном и Эллой Рейнс Донлеви сыграл тёмного дельца, который вступает в борьбу за ранчо недавно умершего крупного владельца скота .

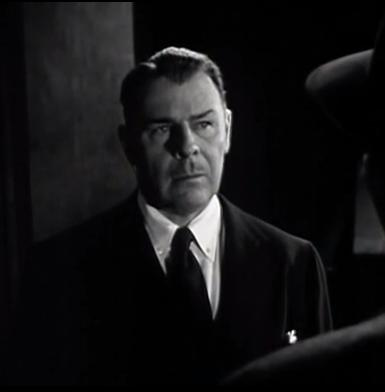
Брайан Донлеви в фильме «Большой ансамбль» (1955)

В 1950-е годы Донлеви сыграл также в трёх фильмах нуар — «Бандитская империя» (1952), «Большой ансамбль» (1955) и «Крик в ночи» (1956). В «Бандитской империи» (1952) Донлеви создал образ сенатора и твёрдого сподвижника сенатора Эстеса Кефовера, который ведёт расследование деятельности организованной преступности . Фильм режиссёра Джозефа Х. Льюиса «Большой ансамбль» (1955) был одним из наиболее интересных образцов жанра фильм нуар. В этой картине Донлеви сыграл бывшего мафиозного босса, который был задвинут своим конкурентом (Ричард Конте) на вторые роли, но лелеет надежду на отмщение. В роли стареющего гангстера с проблемами слуха, Донлеви создал свой самый увлекательный и запоминающийся нуаровый образ человека, который потерял в своей организации всякое уважение. Хотя в «Нью-Йорк таймс» было отмечено, что Донлеви «сделал на своём уровне всё наилучшим образом в качестве тихого подручного», сам фильм был назван «монотонной порцией беспредела», однако «Variety» был восхищён «безжалостной режиссурой» картины и её «нелицеприятным мелодраматизмом». «Большой ансамбль» стал одним из последних первоклассных фильмов в карьере Донлеви. В нуаровом триллере Фрэнка Таттла «Крик в ночи» (1956) Донлеви сыграл роль капитана полиции, который помогает своему коллеге (Эдмонд О’Брайен) в поисках его дочери (Натали Вуд), которую похитил маньяк (Рэймонд Бёрр).
Во второй половине 1950-х годов наиболее памятной у Донлеви была роль грубоватого, но принципиального и отважного исследователя «доктора Куотермасса в двух хорошо принятых британских научно-фантастических фильмах „Эксперимент Куотермасса“ (1955) и „Куотермасс 2“ (1957)», основанных на популярном одноимённом телесериале канала ВВС 1953 года. Куотермасс в оригинальном телесериале был британцем, но студия «Хаммер» пригласила на роль Донлеви в надежде, что это поможет добиться большего успеха у североамериканской аудитории. Создатель персонажа Куотермасса Найджел Нил был недоволен образом, который создал Донлеви, назвав актёра «бывшим голливудским злодеем, который пришёл в упадок». Тем не менее, первый фильм имел успех, после чего Донлеви снялся и в продолжении «Куотермасс 2» в 1957 году, став единственным актёром, который сыграл знаменитого учёного дважды.
В конце 1950-х годов Донлеви сыграл небольшую роль в вестерне «Ковбой» (1958) с Гленном Фордом и Джеком Леммоном и роль главаря группы разбойников в вестерне «Побег из Ред-рока» (1958), а также обедневшего продюсера музыкальных шоу в причудливом рок-н-ролльном мюзикле «Ритм музыкального автомата» (1959) . В криминальной драме «Девушка из тринадцатой комнаты» (1960) Донлеви сыграл роль детектива, который разыскивает в Бразилии сбежавшую убийцу и попутно раскрывает преступную группу фальшивомонетчиков. Затем на несколько лет Донлеви ушёл из кино и поселился в Палм-Спрингс, назвав это «добровольной профессиональной ссылкой» .
К сожалению, «возвращение Донлеви в кино характеризовалось серией фильмов, ставших пустой тратой времени», среди них молодёжная комедия «Как справиться с диким бикини» (1965), фантастический хоррор «Гаммера неукротимый» (1965) и фантастическая хоррор-драма «Проклятие мухи» (1965), своеобразный сиквел знаменитого фильма «Муха», где он сыграл сына профессора . Криминальная комедия «Пять золотых драконов» (1967) и вестерн «Бродяги Аризоны» (1968) в основном представляли интерес участием в них звёзд прошлого: в первом этом сыграли Дэн Дьюриа, Кристофер Ли и Джордж Рафт, а во втором — Джон Айрленд, Ивонн де Карло и Джеймс Крейг. В 1969 году Донлеви сыграл главную роль в низкобюджетном спортивном экшне об автогонках «Пит-стоп» (1969), который стал его последним фильмом.

## Работа на телевидении: 1949—1967 годы

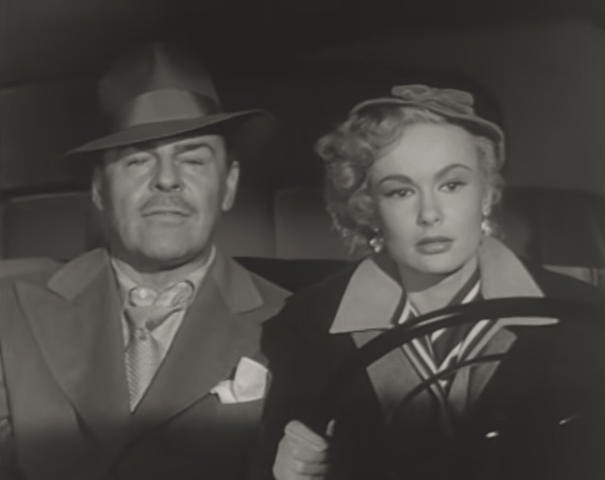
Брайан Донлеви в телесериале «Опасное задание» (1952)

В 1950 году Донлеви временно отошёл из кино, чтобы сыграть главную роль (а также выступить в качестве одного из продюсеров) радиосериала «Опасное задание», который шёл в радиоэфире с 1950 по 1954 год. В 1952 году на основе радиосериала было снято 40 серий одноимённого телесериала, в которых Донлеви исполнил главную роль американского секретного агента, ведущего борьбу с силами зла в различных странах мира. На протяжении 1950-60-х годов его также можно было увидеть в гостевых ролях в отдельных эпизодах таких телесериалов, как «Видеотеатр Люкс» (1953—1956, в одном из трёх эпизодов он ещё раз сыграл роль великого Макгинти), «Телетеатр Моторола» (1953) и «Театр Зейна Грэя» (1960). . Донлеви был также приглашённым гостем в трёх сериях драматического телесериала о врачах и священниках «Перекрёстки» (1955-57), по одному разу — в вестернах «Колесо повозки» (1959) и «Сыромятная кожа» (1959), дважды — в «Техасце» (1959). В 1966 году Донлеви сыграл в одной из последних серий многолетнего судебного телесериала «Перри Мейсон» (1957—1966).

## Актёрское амплуа и оценка творчества
Широкоплечий коренастый актёр с бычьей шеей, суровыми чертами лица и грубоватой манерой речи, Донлеви играл в картинах самых разных жанров — от мюзиклов и комедий до военных драм, фильмов нуар и фантастики. Он снимался как в фильмах категории А, где обычно играл значимые роли второго плана, так и в главных ролях в фильмах категории В.
«Донлеви часто исполнял роли крутых парней, которые отличались золотым сердцем». Как написала киновед Карен Барроуз Хэннсберри, «он был превосходен в исполнении персонажей, которых публика не только „любила ненавидеть“, но также и „ненавидела любить“. Во время своей плодотворной карьеры актёр показал умение создавать сложные, неоднозначные характеры, в частности, в таких фильмах как „Великий Макгинти“ (1940), но более всего его помнят по отрицательным ролям в фильмах „Варварский берег“ (1935) и „Красавчик Жест“ (1939)», который принёс ему его единственную номинацию на Оскар как лучшему актёру второго плана.
По мнению историка жанра фильм нуар Эндрю Спайсера, «Донлеви мог очень сильно сыграть как главную, так и второстепенную роль». Среди его наиболее интересных нуаровых работ — роль в фильме «Стеклянный ключ» (1942), где он создал сложный образ, сочетавший беспощадность с определённой мягкостью и ранимостью, а также роль честного, работящего и умелого бизнесмена в фильме «Удар» (1949). Третьей его наиболее успешной работой была роль стареющего и потерявшего авторитет гангстера в фильме «Большой ансамбль» (1955). В менее значимых ролях второго плана он мог быть как честным официальным лицом — прокурором в «Поцелуе смерти» (1947), сенатором в «Бандитской империи» (1952) и честным полицейским в «Крике в ночи» (1956), или злодеем — жестоким гангстером в «Вымогательстве» (1950) .

## Личная жизнь
Донлеви был женат трижды. В 1928 году он женился на Ивонн Грэй, с которой развёлся в 1936 году. В 1935 году у Донлеви состоялась помолвка с молодой актрисой и певицей из ночного клуба Марджори Лейн, и на следующий год они поженились. В браке у них родилась дочь Джудит Энн, но в 1947 году они развелись. Скандальные обстоятельства развода со второй женой и борьба за опеку над общим ребёнком получили широкое освещение в средствах массовой информации .
В декабре 1946 года Донлеви вместе с несколькими друзьями и полицейскими детективами ворвался в гостиничный номер, чтобы документально засвидетельствовать, как его жена проводит время в компании известного светского льва. Три дня спустя Донлеви подал на развод, в результате которого он согласился выплачивать жене ежегодно фиксированную сумму денег, но в свою очередь признавался основным опекуном дочери . Однако в сентябре 1947 года Лейн подала ходатайство об аннулировании развода, утверждая, что Донлеви использовал «угрозы и запугивания и властное давление», чтобы добиться соглашения о разводе. В ответ на это Донлеви передал суду 10 показаний под присягой и фотографии, раскрывающие подробности случая в нью-йоркской гостинице, обвинив бывшую жену в том, что «она не способна воспитывать ребёнка». В ответ на это Лейн заявила, что Донлеви поощрял её встречи с другими мужчинами, и а вторжение в гостиничный номер использовал для того, чтобы «принудить её отказаться от своих прав на ребёнка и от своих имущественных прав». Лейн также обвинила Донлеви в том, что более чем за месяц до развода он спрятал от неё ребёнка. В конечном счёте, Донлеви признал, что он действительно скрыл местонахождение их дочери (якобы, по совету врача), но он настаивал на том, что Лейн «сама загнала себя в ловушку» в случае с инцидентом в нью-йоркской гостинице. «Я отрицаю, что я или кто-либо ещё с моего ведома и согласия ставил ловушку на миссис Донлеви», — сказал актёр. «Фотографии, сделанные там… отражают постыдную сцену. Я был в ярости, святость моего дома была нарушена, и пострадало моральное благополучие нашего ребёнка». Однако 30 сентября 1947 года судья Верховного суда принял решение по иску Лейн, заключив, что Донлеви с помощью «неправильного влияния, принуждения и мошенничества» вынудил свою жену заключить изначальное соглашение. Кроме того, судья решил, что Донлеви удерживал своего ребёнка как «заложника», чтобы принудить Лейн согласиться на свои условия. После этого решения Лейн подала на развод, утверждая, что он словесно изводил её, однажды попытался наехать на неё на автомобиле и угрожал ей оружием. Делу был положен конец в декабре 1947 года, когда Донлеви согласился выплатить Лейн в несколько раз более крупную денежную компенсацию при условии, что она не выйдет замуж, а опека над 4-летней дочерью была поделена поровну.
В следующий раз Донлеви женился 19 лет спустя, в 1966 году, на вдове знаменитого актёра фильмов ужасов Белы Лугоши — Лиллиан, брак с которой продлился до его смерти в 1972 году.

## Последние годы жизни и смерть
Донлеви всегда «получал огромное наслаждение от двух своих совершенно разных интересов — добычи золота и стихосложения», и после своего последнего фильма в 1969 году удалился в Палм-Спрингс, где начал писать рассказы и существенно пополнял свой доход благодаря принадлежащей ему вольфрамовой шахте в Калифорнии, которую он купил ещё в конце 1930-х годов.
Однако уже в 1971 году, идиллическая жизнь Донлеви была омрачена известием, что у него обнаружен рак горла. В том же году он перенёс операцию на горле, а 10 марта 1972 года лёг в Больницу для деятелей кино в Вудленд-Хиллс. Менее чем через месяц, 6 апреля 1972 года, он умер от рака.

## Фильмография

### Кино
- 1923 — Джеймстаун (короткометражный)/ Jamestown (в титрах не указан)
- 1924 — Мсье Бокар / Monsieur Beaucaire — гость на балу в Бате (в титрах не указан)
- 1924 — Канун революции (короткометражный) / The Eve of the Revolution — Пол Ревир
- 1924 — Раненые сердца / Damaged Hearts — Джим Портер
- 1925 — Школа жён / School for Wives — Ральф
- 1926 — Знатный человек / A Man of Quality — Ричард Кортни
- 1929 — Gentlemen of the Press / Джентльмены прессы — Келли, репортёр (в титрах не указан)
- 1929 — Маменькин сынок / Mother’s Boy — Гарри О’Дэй
- 1932 — Современная Золушка (короткометражный) / A Modern Cinderella — Чарли, шофёр
- 1932 — Айрино (короткометражный) / Ireno — пьяный (в титрах не указан)
- 1935 — Варварское побережье / Barbary Coast — Наклз Джейкоби
- 1935 — Другое лицо / Another Face — Доусон Сломанный нос / Спенсер Датро III
- 1935 — Мэри Бернс, беглянка / Mary Burns, Fugitive — Спайк
- 1936 — Ничего себе / Strike Me Pink — Вэнс
- 1936 — Человеческий груз / Human Cargo — Пэки Кэмпбелл
- 1936 — 36 часов на убийство / 36 Hours to Kill — Фрэнк Иверс
- 1936 — Тринадцать часов по воздуху / Thirteen Hours by Air — доктор Джеймс Л. Эвартс
- 1936 — Провал / Crack-Up — Эйс Мартин
- 1936 — High Tension / Высокое напряжение — Стив Рирдон
- 1936 — Half Angel / Полуангел — Даффи Джайлс
- 1937 — Полночное такси / Midnight Taxi — Чарльз «Чик» Гарднер
- 1937 — В старом Чикаго / In Old Chicago — Джил Уоррен
- 1937 — Это моё дело / This Is My Affair — Батист Дьюриа
- 1937 — Рождённый отчаянным / Born Reckless — Боб «Харри» Кейн
- 1938 — Бродвейская битва / Battle of Broadway — Чести Уэбб
- 1938 — Меткие стрелки / Sharpshooters — Стив Митчелл
- 1938 — Мы будем богатыми / We’re Going to Be Rich — Янки Гордон
- 1939 — Джесси Джеймс. Герой вне времени / Jesse James — Бэрши
- 1939 — Юнион Пасифик / Union Pacific — Сид Кэмпо
- 1939 — Красавчик Жест / Beau Geste — сержант Маркофф
- 1939 — Дестри снова в седле / Destry Rides Again — Кент
- 1939 — Восстание в Аллегени / Allegheny Uprising — Каллендар
- 1939 — За тюремными воротами / Behind Prison Gates — агент Норманн Крейг / Ред Мюррей
- 1940 — Когда верхом были Дэлтоны / When the Daltons Rode — Грэт Дэлтон
- 1940 — Великий Макгинти / The Great McGinty — Дэн Макгинти
- 1940 — Бригам Янг / Brigham Young — Ангус Данкан
- 1941 — Задержите рассвет / Hold Back the Dawn — киноактёр (в титрах не указан)
- 1941 — Билли Кид / Billy the Kid — Джим Шервуд
- 1941 — Я хотел летать / I Wanted Wings — капитан Мерсер
- 1941 — Рождение блюза / Birth of the Blues — Мемфис
- 1941 — К югу от Таити / South of Tahiti — Боб
- 1942 — Невероятный Эндрю / The Remarkable Andrew — генерал Эндрю Джексон
- 1942 — Остров Уэйк / Wake Island — Майор Джеффри Кэйтон
- 1942 — Стеклянный ключ / The Glass Key — Пол Мэдвиг
- 1942 — Кошмар / Nightmare — Дэниел Шэйн
- 1942 — Готовься к бою / Stand by for Action — лейтенант-командир Мартин Джей Робертс
- 1942 — Дама великого человека / The Great Man’s Lady — Стили Эдвардс
- 1942 — Джентльмен в темноте / A Gentleman After Dark — Гарри Мелтон
- 1942 — Двое янки в Тринидаде / Two Yanks in Trinidad — Винс Бэрроуз
- 1943 — Палачи тоже умирают! / Hangmen Also Die! — доктор Франтишек Свобода/Карел Ванек
- 1943 — Сталинград (документальный) / Stalingrad — рассказчик (голос)
- 1944 — Чудо в Морганс-Крик / The Miracle of Morgan’s Creek — губернатор Макгинти
- 1944 — Американский роман / An American Romance — Стефан Дубечек и Стив Дангос
- 1944 — Таверна Даффи / Duffy’s Tavern — Брайан Донлеви
- 1946 — Два года на палубе / Two Years Before the Mast — Ричард Генри Дэна
- 1946 — Вирджинец / The Virginian — Трампас
- 1946 — Наши сердца растут / Our Hearts Were Growing Up — Тони Минетти
- 1946 — Проход каньона / Canyon Passage — Джордж Кэмроуз
- 1947 — Начало или конец / The Beginning or the End — Генерал-майор Лесли Р. Гровз
- 1947 — Проблема с женщинами / The Trouble with Women — Джо Макбрайд
- 1947 — Поцелуй смерти / Kiss of Death — помощник окружного прокурора Луи Де Анджело
- 1947 — Только небеса знают / Heaven Only Knows — Адам «Дьюк» Байрон
- 1947 — Убийца Маккой / Killer McCoy — Джим Кэйн
- 1947 — Песнь Шехерезады / Song of Scheherazade — капитан Владимир Грегорович
- 1947 — Необычные занятия (документальный, короткометражный) / Unusual Occupations — Брайан Донлеви (в титрах не указан)
- 1948 — Южный янки / A Southern Yankee — Курт Девлинн
- 1948 — Командное решение / Command Decision — бригадный генерал Клифтон И. Гарнет
- 1949 — Удар / Impact — Уолтер Уильямс
- 1949 — Счастливый труп / The Lucky Stiff — Джон Дж. Мэлоун
- 1950 — Вымогательство / Shakedown — Ник Палмер
- 1950 — Всадники из Канзаса / Kansas Raiders — полковник Уильям Кларк Куантрилл
- 1951 — Борющаяся Береговая охрана / Fighting Coast Guard — Командир Макфарлэнд
- 1951 — По следу убийства / Slaughter Trail — капитан Демпстер
- 1952 — Бандитская империя / Hoodlum Empire — Сенатор Билл Стивенс
- 1952 — Выбить из седла / Ride the Man Down — Байд Марринер
- 1953 — Женщина, которую почти линчевали / Woman They Almost Lynched — Чарльз Куантрилл
- 1955 — Большой ансамбль / The Big Combo — Джо Макклюр
- 1955 — Эксперимент Куотермасса / The Quatermass Xperiment — Профессор Бернард Куотермасс
- 1956 — Крик в ночи / A Cry in the Night — капитан Эд Бэйтс
- 1957 — Куотермасс 2 / Quatermass 2 — Куотермасс
- 1957 — Побег из Ред Рока / Escape from Red Rock — Бронк Грирсон
- 1957 — Отчаянный ковбой / Cowboy — Док Бендер, ковбой
- 1957 — Никогда не было так мало / Never So Few — генерал Слоун
- 1960 — Девушка из тринадцатой комнаты / Girl in Room 13 — Стив Маршалл
- 1961 — Посыльный / The Errand Boy — Том Парамьючюэл
- 1962 — Голубь, который захватил Рим / The Pigeon That Took Rome — полковник Шерман Харрингтон
- 1965 — Проклятие мухи / Curse of the Fly — Анри Деланр
- 1965 — Как справиться с диким бикини / How to Stuff a Wild Bikini — Б. Д. Макферсон
- 1966 — Толстый шпион / The Fat Spy — Джордж Веллингтон
- 1966 — Вако / Waco — Эй Росс
- 1966 — Гаммера неукротимый / Gammera the Invincible — генерал Терри Арнольд
- 1967 — Пять золотых драконов / Five Golden Dragons — дракон № 3
- 1967 — Враждебное оружие / Hostile Guns — маршал Уиллетт
- 1968 — Бродяги Аризоны / Arizona Bushwhackers — мэр Джо Смит
- 1968 — Галерея преступников / Rogue’s Gallery — детектив Ли
- 1969 — Пит-стоп / Pit Stop — Грант Уиллард

### Телевидение
- 1949 — Телетеатр Шевроле / The Chevrolet Tele-Theatre (1 эпизод)
- 1950 — Театр Пулитцеровской премии / Pulitzer Prize Playhouse (1 эпизод)
- 1952 — Опасное задание / Dangerous Assignment (39 эпизодов)
- 1953 — Телевизионный час Моторолы / The Motorola Television Hour (1 эпизод)
- 1953 — Час комедии Колгейт / The Colgate Comedy Hour (1 эпизод)
- 1953 — Имя то же / The Name’s the Same (1 эпизод)
- 1953 — У меня есть тайна / I’ve Got a Secret (1 эпизод)
- 1953 — Видеотеатр Люкс / Lux Video Theatre (1 эпизод)
- 1954 — Театр Медальон / Medallion Theatre (1 эпизод)
- 1954 — Театр Дэймона Раниона / Damon Runyon Theater (1 эпизод)
- 1955 — Звёздная сцена / Star Stage (1 эпизод)
- 1955 — Перекрёстки / Crossroads (1 эпизод)
- 1955 — Кульминация / Climax! (2 эпизода)
- 1955 — Видеотеатр Люкс / Lux Video Theatre (1 эпизод)
- 1955 — Телевизионный театр Форда / The Ford Television Theatre (1 эпизод)
- 1956 — Видеотеатр Люкс / Lux Video Theatre (2 эпизода)
- 1956 — Телевизионный театр Форда / The Ford Television Theatre (1 эпизод)
- 1956 — У меня есть тайна / I’ve Got a Secret (1 эпизод)
- 1956 — Телевизионный театр Крафт / Kraft Television Theatre (1 эпизод)
- 1956 — Перекрёстки / Crossroads (1 эпизод)
- 1956 — Первая студия / Studio One (1 эпизод)
- 1957 — Шоу месяца Дюпон / The DuPont Show of the Month (1 эпизод)
- 1957 — Перекрёстки / Crossroads (1 эпизод)
- 1959 — Сыромятная плеть / Rawhide (1 эпизод)
- 1959 — Отель де Пари / Hotel de Paree (1 эпизод)
- 1959 — Колесо повозки / Wagon Train (1 эпизод)
- 1959 — Техасец / The Texan (2 эпизода)
- 1960 — Шоу Реда Скелтона / The Red Skelton Show (1 эпизод)
- 1960 — Шоу Дюпон с Джун Эллисон / The DuPont Show with June Allyson (1 эпизод)
- 1960 — Театр Зейна Грэя / Zane Grey Theater (1 эпизод)
- 1961 — Это Голливуд / Here’s Hollywood (1 эпизод)
- 1962 — Цель: коррупционеры / Target: The Corruptors (1 эпизод)
- 1962 — Святые и грешники / Saints and Sinners (1 эпизод)
- 1964 — Шоу недели Дюпон / The DuPont Show of the Week (1 эпизод)
- 1966 — Перри Мейсон / Perry Mason (1 эпизод)
- 1967 — Семейное дело / Family Affair (1 эпизод)